# 西格蘭特 (北達科他州)
西格蘭特（英語：West Grant）是位於美國北達科他州格蘭特縣的一個未組織地區。

## 地方資料
西格蘭特的面積為1342.21平方千米，當中陸地面積為1326.15平方千米，而水域面積為16.06平方千米。根據2020年美國人口普查的數據，當地共有人口396人，而人口密度為每平方千米0.3人。